# Пэриш-Алварс, Элиас
Э́лиас Пэ́риш А́лварс (англ. Elias Parish Alvars, настоящее имя — Э́ли Пэ́риш англ. Eli Parish; 28 февраля 1808, Тинмут, Девон, Англия — 25 января 1849, Вена, Австрия) — английский арфист, композитор, музыкальный педагог.

## Биография
Сын органиста. Выступал как солист. Дал свой первый концерт в Тотнесе в 1818 году. В 1820 году учился в Лондоне у Николя Бокса. В 1834—1838 и с 1847 жил в Вене (был придворным арфистом). Путешествовал по странам Дальнего Востока, записал и обработал для арфы различные национальные мелодии (например, в его сочинении  «Путешествие арфиста на Восток» для арфы соло использована турецкая и греческая музыка). Исполнял преимущественно собственные сочинения, а также переложения для арфы фортепианных произведений, в том числе этюдов Фредерика Шопена. Пропагандировал педальную арфу Себастьяна Эрара, блестяще владел техникой флажолетов. Композитор Гектор Берлиоз следующим образом отзывался об арфисте: «Г-н Пэриш Альварс, может быть самый необыкновенный виртуоз, какого когда-либо слышали на этом инструменте, исполняет пассажи и арпеджии, кажущиеся с первого взгляда абсолютно невозможными, между тем как вся их трудность заключается лишь в искусном применении педалей».

## Сочинения
- Tema e Variazioni PA 1 (Мюнхен, 1834)
- Sehnsucht" or "Romance melancholique op. 27 (Милан, 1835)
- Tema e Variazioni op. 29 (Вена, 1836)
- Favourite Sultan's March op. 30 (1836)
- Scenes of my Youth (Вена, 1837, цикл романсов)
- Grande Fantasia sul Moïse di Rossini op. 58 (Вена, 1837)
- Fantaisie sur Oberon by Weber op. 59 (Вена, 1837)
- Gran Concerto in C major for harp and orchestra op. 60 (Вена, 1837, опубликован в 1842 Ricordi) - (посвящён королеве Виктории)
- Путешествие арфиста на Восток / Travel of a Harpist in the Orient op. 62 (1843-1846)
- Gran Duo sur Linda di Chamounix de Donizetti pour harpe e pianoforte op. 65
- Grande Fantaisie sur Lucrezia Borgia de Donizetti op. 78
- Gran Concerto in sol minore per arpa e orchestra op. 81 (1842)
- Serenata op. 83" (Неаполь, 1843—1844)
- Il mandolino op. 84 (Неаполь, 1843—1844)
- Il pappagallo op. 85 (Неаполь, 1843—1844)
- Concerto G minor for piano and orchestra op. 90 - посвящён Ференцу Листу
- Concertino in D minor for 2 harps or piano and harp and orchestra op. 91
- Sinfonia in E minor PA 1 ms (Неаполь, 1845, исполнена в Лейпциге)
- Concerto in E flat major for harp and orchestra op. 98 (Неаполь, 1845, исполнена в Лейпциге в 1846)
- Ouverture, scene from “Childe Harold's Pilgrimage” by Byron
- Gran concerto in C minor for harp and orchestra PA 2 ms
- Grande Fantasia su I Capuleti e i Montecchi di Bellini e Semiramide di Rossini PA 2 post